# Lei ordinária
No direito, a lei ordinária é um ato normativo primário e contém, em regra, normas gerais e abstratas. Embora as leis sejam definidas, normalmente, pela generalidade e abstração ("lei material"), estas contêm, não raramente, normas singulares ("lei formal" ou "ato normativo de efeitos concretos").

## Brasil

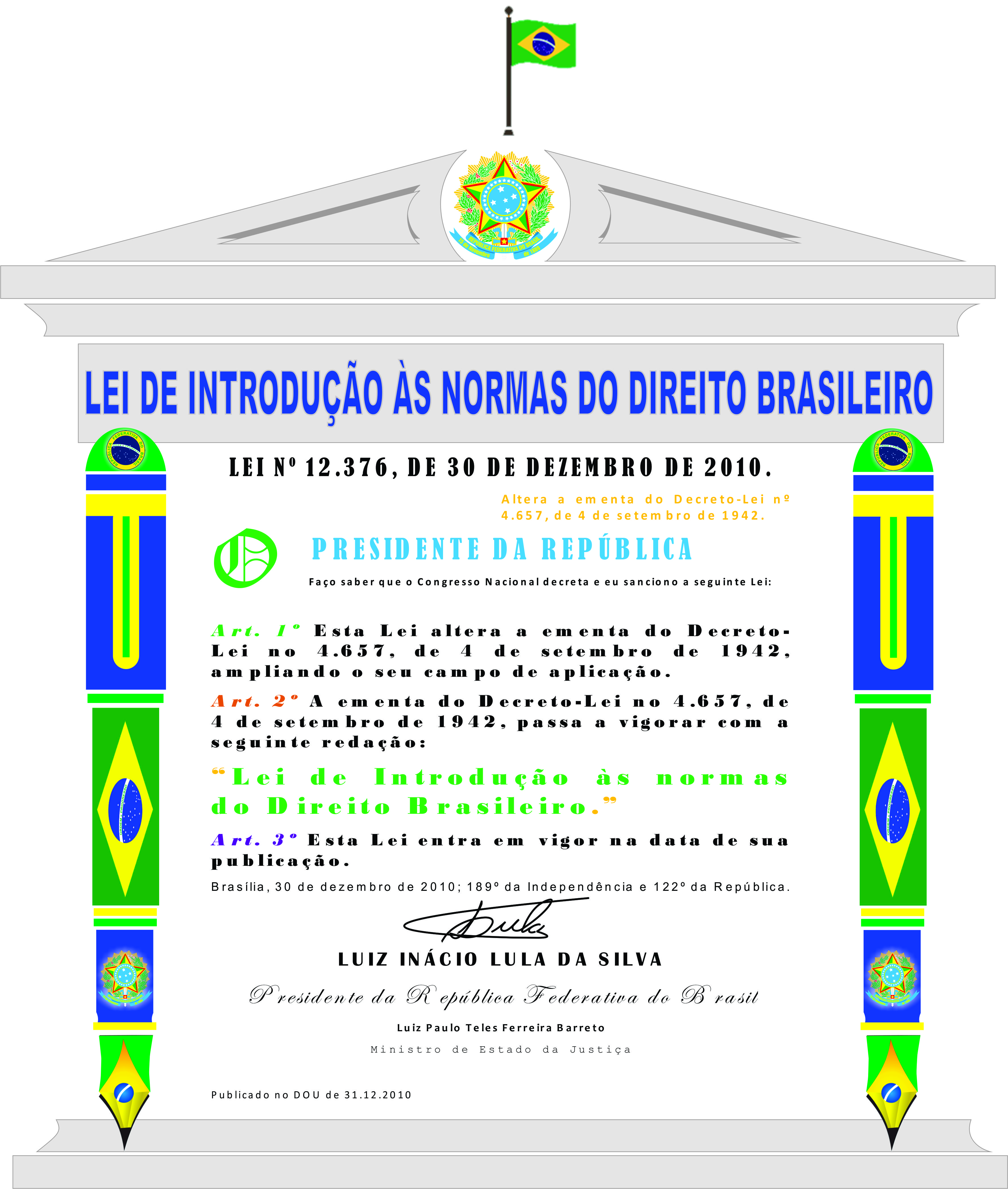
No Brasil, um exemplo de lei ordinária, é a Lei 12.376, de 30 de dezembro de 2010 que redenominou a LICC para "Lei de Introdução às Normas do Direito Brasileiro".

No Brasil podem ser considerados exemplos de lei formal:
– Lei orçamentária anual (Constituição Federal, art. 165, § 5o);
– Leis que autorizam a criação de empresas públicas, sociedades de economia mista, autarquias e fundações (Constituição Federal, art. 37, XIX).
O STF tinha firmado entendimento de que os atos normativos de efeitos concretos, por não terem o conteúdo material de ato normativo, não se sujeitam ao controle abstrato de constitucionalidade. Entretanto, o posicionamento dessa Corte sofreu modificações em meados do ano de 2008, quando passou a admitir o exercício do controle de constitucionalidade de leis de efeitos concretos.
As Leis Ordinárias estão elencadas entre as espécies normativas que fazem parte do Processo Legislativo conforme art.59, da Seção VIII (DO PROCESSO LEGISLATIVO), Subseção I (Disposição Geral):
Art. 59. O processo legislativo compreende a elaboração de:
I - emendas à Constituição;
II - leis complementares;
III - leis ordinárias;
IV - leis delegadas;
V - medidas provisórias;
VI - decretos legislativos;
VII - resoluções
Parágrafo único. Lei complementar disporá sobre a elaboração, redação, alteração
e consolidação das leis.
A relação da competência para propor leis ordinárias está disposto no art.61, da Subseção III
(Das Leis).
Art. 61. A iniciativa das leis complementares e ordinárias cabe a qualquer
membro ou Comissão da Câmara dos Deputados, do Senado Federal ou do Congresso Nacional,
ao Presidente da República, ao Supremo Tribunal Federal, aos Tribunais Superiores, ao
Procurador-Geral da República e aos cidadãos, na forma e nos casos previstos nesta
Constituição.

## Portugal
Na ordem jurídica portuguesa são consideradas leis ordinárias, as leis (em sentido lato) emanadas dos orgãos de soberania nacional ou dos orgãos de governo próprio das regiões autónomas com competências legislativas atribuídas pela Constituição.
Sendo assim, são leis ordinárias:
1. Leis (sentido restrito) - emitidas pela Assembleia da República;
2. Decretos-lei - emitidos pelo Governo da República;
3. Decretos legislativos regionais - emitidos pelas assembleias legislativas das regiões autónomas.

Em termos de hierarquia, os decretos-leis têm igual valor às leis (sentido restrito), excepto quando são emitidos por autorização legislativa ou para desenvolvimento de bases gerais aprovadas pela Assembleia da República.